# محاصره اودانی
محاصره اودانی (به ژاپنی: 小谷城の戦い، Odani-jō no Tatakai) آخرین نبردی بود که دوره سن‌گوکو و در ۳۰ ژوئیه سال ۱۵۷۳ میلادی مابین اودا نوبوناگا و از سوی دیگر آزای ناگاماسا درگرفت. این محاصره به شکست ناگاماسا شوهر خواهر نوبوناگا منجر شد. ناگاماسا به همراه پسرش هاراکیری کرد اما سه فرزند دختر او به همراه همسرش اوایچی در پناه نوبوناگا قرار گرفتند.

## تاریخچه
نوبوناگا هدف به تسخیر درآوردن تمام کشور در سر داشت. نوبوناگا با به عقد درآوردن خواهرش اوایچی با آزای ناگاماسا (دایمیوی ولایت اومی شمالی) با این ولایت روابط سیاسی برقرار کرد و با سپاهی متحد به ولایت اومی جنوبی که دشمن مشترکشان بود حمله کردند. پس از آن آساکورا یوشیکاگه دایمیوی ولایت اچیزن مورد حمله نوبوناگا قرار گرفت. خاندان آزای با خاندان آساکورا از قدیم روابطی عمیق داشتند و با هم پیمان بسته بودند از این رو بود که پس از این حمله ناگاماسا با وجودیکه همسر خواهر نوبوناگا شده بود، برای اولین بار در نبرد آنه‌گاوا در مقابل نوبوناگا قرار گرفت و به یاری خاندان آساکورا شتافت.